# Syngénie
La Syngénie (et son adjectif syngénique plus couramment employé) décrit ce qui est génétiquement identique, issu d'une lignée pure.
Ce terme est essentiellement employé en médecine, dans le domaine des greffes pour désigner des organismes suffisamment identiques et immunologiquement compatibles pour permettre une transplantation de l'un à l'autre. Par exemple, il peut être utilisé pour désigner un transplant entre vrais jumeaux on parle alors d'isogreffe. Lorsque des cellules sont collectées chez le patient chez lequel elles seront ensuite utilisées, elles sont appelées autologues et lorsqu'elles sont collectées auprès d'individus identiques, elles sont appelées syngéniques.
Afin d'étudier l'intérêt de nouvelles thérapies en cancérologie on a recours à des modèles tumoraux qui sont greffés à l'animal d'étude. Devant l'émergence des immunothérapies nécessitant des modèles immunologiquement identiques entre eux, les modèles syngéniques sont devenus très utilisés. L'évaluation des agents immunomodulateurs est plus complexe que l'évaluation des chimiothérapies ce qui a conduit à la résurgence de l'utilisation de modèles syngéniques connus depuis plusieurs décennies mais redevenus ainsi au premier plan. Dans les modèles syngéniques, les animaux sont greffés avec les cellules d'une tumeur provenant d'un animal de la même lignée. L'avantage principal de ces modèles est d'utiliser des souris immunocompétentes permettant ainsi l'étude des relations complexes entre cancer et système immunitaire et l'évaluation des thérapies immunomodulatrices.